# Лихобори (електродепо)
55°51′05″ пн. ш. 37°33′23″ сх. д. / 55.85139° пн. ш. 37.55639° сх. д.
Електродепо «Лихобори» (ТЧ-18) (рос. Электродепо (ТЧ-19) «Лихоборы»)  — електродепо Московського метрополітену, обслуговує Люблінсько-Дмитровську лінію, розташоване поруч з платформою Лихобори Жовтневої залізниці. Введено в експлуатацію 11 червня 2018.

## Опис
40 будівель загальною площею 86 000 м² на території в 17 гектарів. На стоянці в депо зможуть одночасно перебувати до 38 потягів. Під'їзні колії до депо проходять метромостом через Лихоборку.

## Лінії, що обслуговує депо
| Лінія                        | Роки   |
| ---------------------------- | ------ |
| Люблінсько-Дмитровська лінія | з 2018 |

## Рухомий склад
| Тип              | Роки   |
| ---------------- | ------ |
| 81-717.5/714.5   | з 2019 |
| 81-717.5M/714.5M | з 2019 |